# غوران بيتكوفيتش
غوران بيتكوفيتش هو لاعب كرة قدم صربي في مركز الوسط، ولد في 5 مارس 1975 في بلغراد في صربيا. لعب مع بي أيه إس كيه بيوغراد.